# 親局
親局（おやきょく）とは、放送法施行規則第103条において、「放送対象地域ごとの放送系のうち最も中心的な機能を果たす基幹放送局であつて、基幹放送用周波数使用計画（昭和六十三年郵政省告示第六百六十一号）の表に掲げる親局」と定義される。基幹放送用周波数使用計画（以下、「計画」と略す）第1 1（2）においても施行規則と同様の定義規定が置かれているが、施行規則に「表に掲げる親局」と規定されているように、実質的には計画第2以下の表に「親局」として示されているものを指すと解される。なお、「親局」がこれ以外の語義で用いられた例があり、その他の用例に示す。

## 概要
計画の表に親局が示されているのは地上基幹放送だけであり、衛星基幹放送には示されていない。また、計画の定義にあるように親局は放送対象地域ごとに1つしかない。
以下、2013年（平成25年）2月20日現在の計画において周波数帯毎に区別されているものを事業者別に構成して概説する。

### 日本放送協会
日本放送協会（NHK）の親局は放送系により異なる。
中波放送の総合放送（ラジオ第1放送）
広域放送用として、関東広域圏（茨城県・栃木県・群馬県・埼玉県・千葉県・東京都・神奈川県）は東京に1、中京広域圏（岐阜県・愛知県・三重県）は名古屋に1、近畿広域圏（大阪府・兵庫県・奈良県・和歌山県）は大阪に1周波数が割り当てられている。計3局。
県域放送用として、上記の3広域圏以外の36道県に1周波数が割り当てられている。計36局。
中波放送の教育放送（ラジオ第2放送）
全国放送用として、東京に1周波数が割り当てられている。計1局。
超短波放送（NHK-FM放送）
県域放送用として、47都道府県に1周波数が割り当てられている。計47局。
テレビジョン放送のうち総合放送（総合テレビジョン）
広域放送用として、関東広域圏（埼玉県・千葉県・東京都・神奈川県）は東京に1チャンネルが割り当てられている。計1局。
県域放送用として、前述した地域以外の43道府県に1チャンネルが割り当てられている。計43局。
テレビジョン放送のうち教育放送（教育テレビジョン）
全国放送用として、東京に1周波数が割り当てられている。計1局。

### 放送大学学園
超短波放送（FM放送）
広域放送用として、関東広域圏（茨城県・栃木県・群馬県・埼玉県・千葉県・東京都・神奈川県）内の授業実施予定地域は東京に1周波数が割り当てられている。計1局。
テレビジョン放送
広域放送用として、関東広域圏（同上）内の授業実施予定地域は東京に1チャンネルが割り当てられている。計1局。

### 民間基幹放送事業者
計画にいう民間基幹放送事業者とは、NHKおよび放送大学学園以外の地上基幹放送事業者（旧一般放送事業者）のことである。
中波放送
広域放送用として、関東広域圏（同上）は東京に3、中京広域圏は名古屋に2、近畿広域圏は大阪に3周波数が割り当てられている。計8局。
県域放送用として、滋賀県・京都府は京都に1、鳥取県・島根県は米子に1、佐賀県・長崎県は長崎に1、北海道は札幌に2、福岡県は福岡に2、沖縄県は那覇に2、その他の群馬県・埼玉県・千葉県・三重県・奈良県を除く30府県に1周波数が割り当てられている。計39局。
短波放送
全国放送用として、東京に6周波数、北海道に1周波数が割り当てられている。計1局。
超短波放送（外国語放送を除く）
県域放送用として、北海道は札幌に2、東京都は東京に2、新潟県は新潟に2、愛知県は名古屋に2、大阪府は大阪に2、福岡県は福岡に2、鳥取県・島根県は松江に1、その他の茨城県・奈良県・和歌山県を除く36府県に1周波数が割り当てられている。計49局。
超短波放送（外国語放送）
東京・名古屋・大阪・福岡に各1周波数が割り当てられている。計4局。
テレビジョン放送
広域放送用として、関東広域圏（茨城県・栃木県・群馬県・埼玉県・千葉県・東京都・神奈川県）は東京に5、中京広域圏は名古屋に4、近畿広域圏は大阪に4チャンネルが割り当てられている。計13局。
県域放送用として、鳥取県・島根県は鳥取・松江に3、岡山県・香川県は岡山・高松に5、その他の茨城県を除く42都道府県に1ないし5チャンネルが割り当てられている。計114局。

## 損壊又は故障の対策
放送法施行規則第5節第1款では、基幹放送局の電気通信設備の損壊又は故障の対策について、親局、プラン局、その他の中継局とに区分してとるべき対策を規定している。

## その他の用例
総務省の公式文書において、放送法施行規則第103条の規定以外の語義で「親局」の語が用いられた例がある。

### 中継局に対する上位局
平成25年総務省告示第58号によりアナログテレビジョン放送に関する規定が削られる前の基幹放送用周波数使用計画においては、『「南大東」に置局する基幹放送局については、本表にかかわらず、衛星基幹放送局を親局とすることができる』との規定が置かれていた。この規定における「親局」は、具体的にはアナログ時代のNHK-BSを指していたが、計画の表には「親局」として示されていなかった。

### ローカル番組挿入可能な中継局
情報通信審議会情報通信技術分科会放送システム委員会においては、放送法施行規則第103条に規定する親局を『親局A:所謂「親局」』としたほか、親局Aとは別の演奏所を有する『親局B:所謂「中継局」のうち、ローカル番組の挿入が可能なもの』が定義された。この定義に従えば、NHK総合テレビジョン（総合テレビ）の親局と同一箇所に置局されたNHK教育テレビジョン（Eテレ）の中継局の多くや札幌を除く北海道内のNHK放送局（函館、旭川、帯広、釧路、北見、室蘭）、NHK北九州放送局が親局Bに該当することとなる。